# Tarka (flûte)

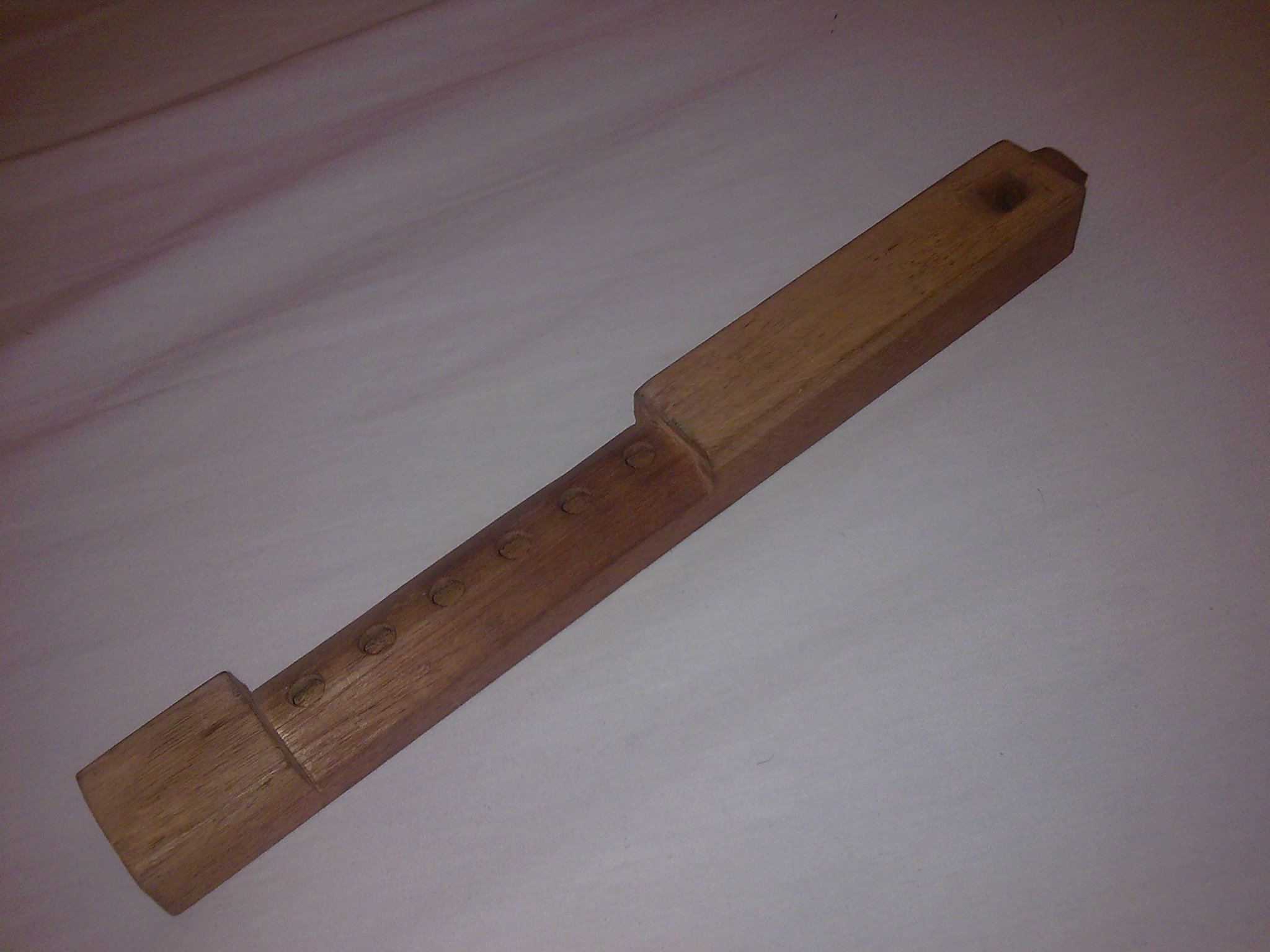
Une tarka

La tarka (ou encore : tarca, tarqa, tharka, tar pinkayllu) est une flûte à bec en bois d'origine bolivienne, de section carrée et hémisphérique dans la partie centrale des trous de jeux, d'une seule pièce (sauf pour le sifflet), taillée dans la masse de bois endémiques de couleur blanche ou brune. Elle est munie de six trous de jeu sur la face antérieure, aucun sur l'arrière pour le pouce, et d’une embouchure en forme de bec, avec une languette et un canal d'insufflation interne (comme la flûte à bec européenne, soit 421.22 dans la nomenclature du système Hornbostel-Sachs, code total : 421.221.12 ; voir l'article : Liste des aérophones dans le système Hornbostel-Sachs). Selon les modèles, elle mesure de 20 cm jusqu'à près de 60 cm. Elle est de forme orthoédrique. Entre autres musicologues, le musicien Tino Brodard considère que l'origine de la tarka est postérieure à la conquête espagnole, car il estime que celle-ci fut copiée par les Amérindiens sur les flûtes à bec anciennes (Renaissance) puis baroques que les Espagnols apportèrent avec eux au Nouveau Monde.
Elle est très utilisée dans l'Altiplano des Andes où des tarkeadas (es) sont données pour les fêtes, les carnavals et les rituels associés aux saisons. Les tarkeadas sont de grands rassemblements de troupes de musiciens qui concourent ensemble, et jouent des tarkas de différentes dimensions (et donc d'accordages différents), ce qui donne lieu à des polyphonies complexes. En effet la tarka est plutôt jouée traditionnellement en groupe dans les communautés indigènes de l'aire andine, au Pérou, en Bolivie, nord-Chili et Argentine du Nord-Ouest. Ces troupes accompagnent une danse autochtone qui est aussi nommée tarkeada (es), ainsi qu'un autre rituel de combat (et aussi danse) qui est appelé le tinku.
Dans l'aire urbaine, ainsi que partout dans le monde, notamment en France et en Europe où le jeu de la tarka est plutôt assimilé à celui des flûtes à bec européennes, la tarka peut aussi être jouée comme un instrument soliste, en exploitant différemment ses possibilités sonores.
Les tarkas sont à la quarte ce qui donne des chants qui peuvent paraitre dissonants pour l'oreille occidentale.
Le facteur fabrique traditionnellement une douzaine de tarka (une tropa) afin qu'elles soient accordées entre elles, ainsi que les anatas correspondantes pour un ensemble complet.
Il y a en effet 3 tailles de tarka :
- la taika, la plus grande (paj pour le peuple Chipaya),
- la malta accordée une quinte au-dessus de la taika (cintalla pour le peuple Chipaya),
- la ch'ili, la plus petite, accordée une octave au-dessus de la taika (qolta pour le peuple Chipaya, ou anata en quechua, ou encore tiple[1]).

Tarkeadas
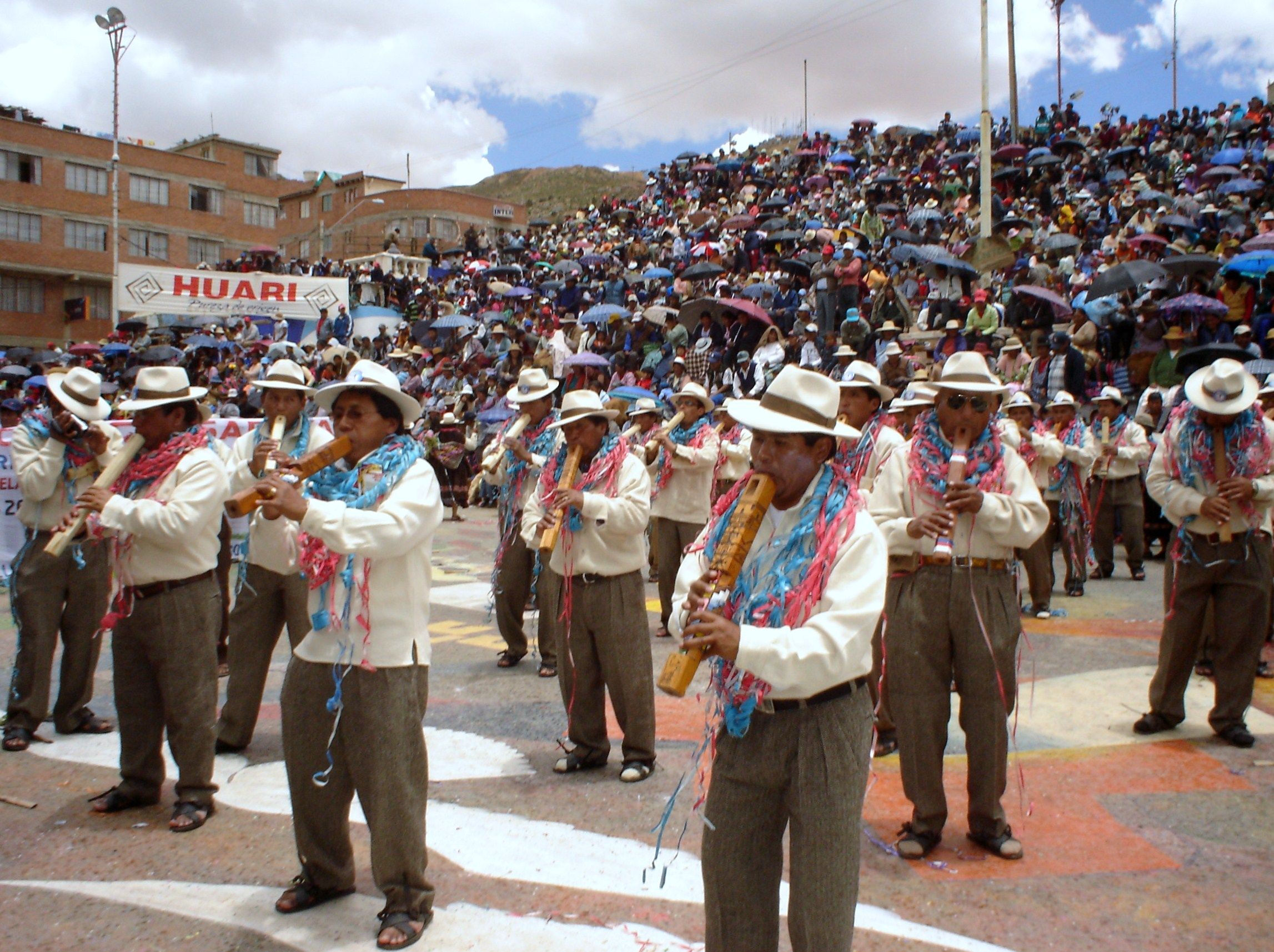
Une "tarkeada" (troupe de musiciens jouant de la flûte "tarka") au Carnaval d'Oruro en 2010.
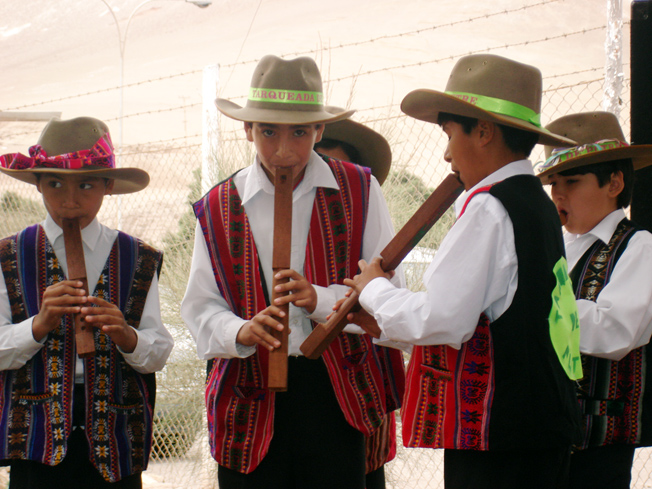
Elèves du Collège "Padre Luis Gallardo" ("Nayra Inti"), interprétant avec leurs tarkas une tarkeada (dirigée par le professeur Pablo Vásquez, 2006).

Elle a été utilisée en concert par le groupe chilien los Jaivas sur le morceau "tarka y ocarina"

### Sources
The new Grove dictionary of Musical Instruments, Stanley Sadie, t. 3, 1984.